# Tim Bollerslev
Tim Bollerslev (* 11. Mai 1958 in Kopenhagen, Dänemark) ist ein dänischer Ökonom mit Spezialisierung in Ökonometrie.
Bollerslev studierte an der Universität Aarhus und erwarb den Doktor-Grad an der University of California in San Diego unter Robert F. Engle und Clive W. J. Granger. Zurzeit ist er Professor an der Duke University. Er wurde vor allem bekannt durch seine Arbeit über Volatilität. Er entwickelte 1986 das GARCH-Modell.
Tim Bollerslev ist unter anderem Mitglied im Scientific Council des Swiss Finance Institute. Er ist Mitglied der Königlich Dänischen Akademie der Wissenschaften.